# Glinianki (Wrocław)
Glinianki – dawniej osiedle we Wrocławiu, w południowej jego części, na południe od dworca Wrocław Główny. Obecnie administracyjnie nieistniejące, gdyż cały jego obszar zgodnie z podziałem administracyjnym Wrocławia wchodzi w skład osiedla Huby. 

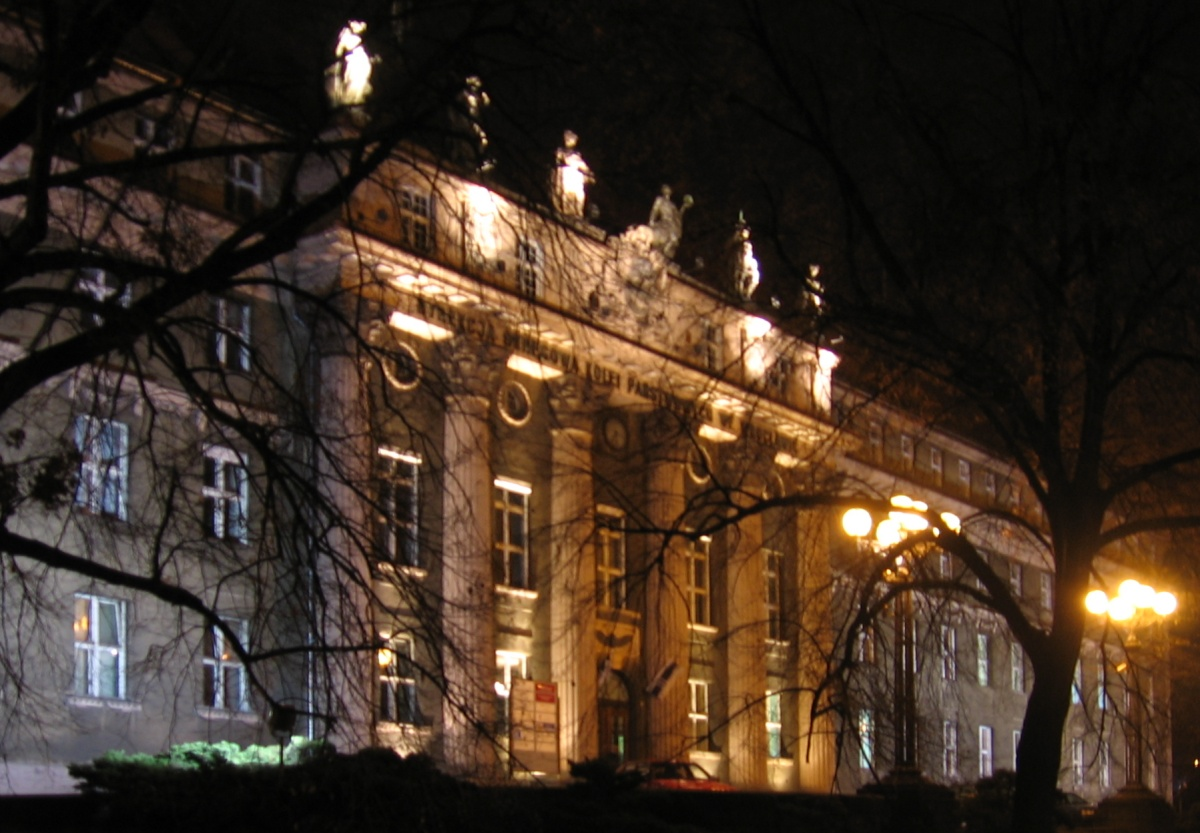
osiedle Glinianki: gmach DDOKP

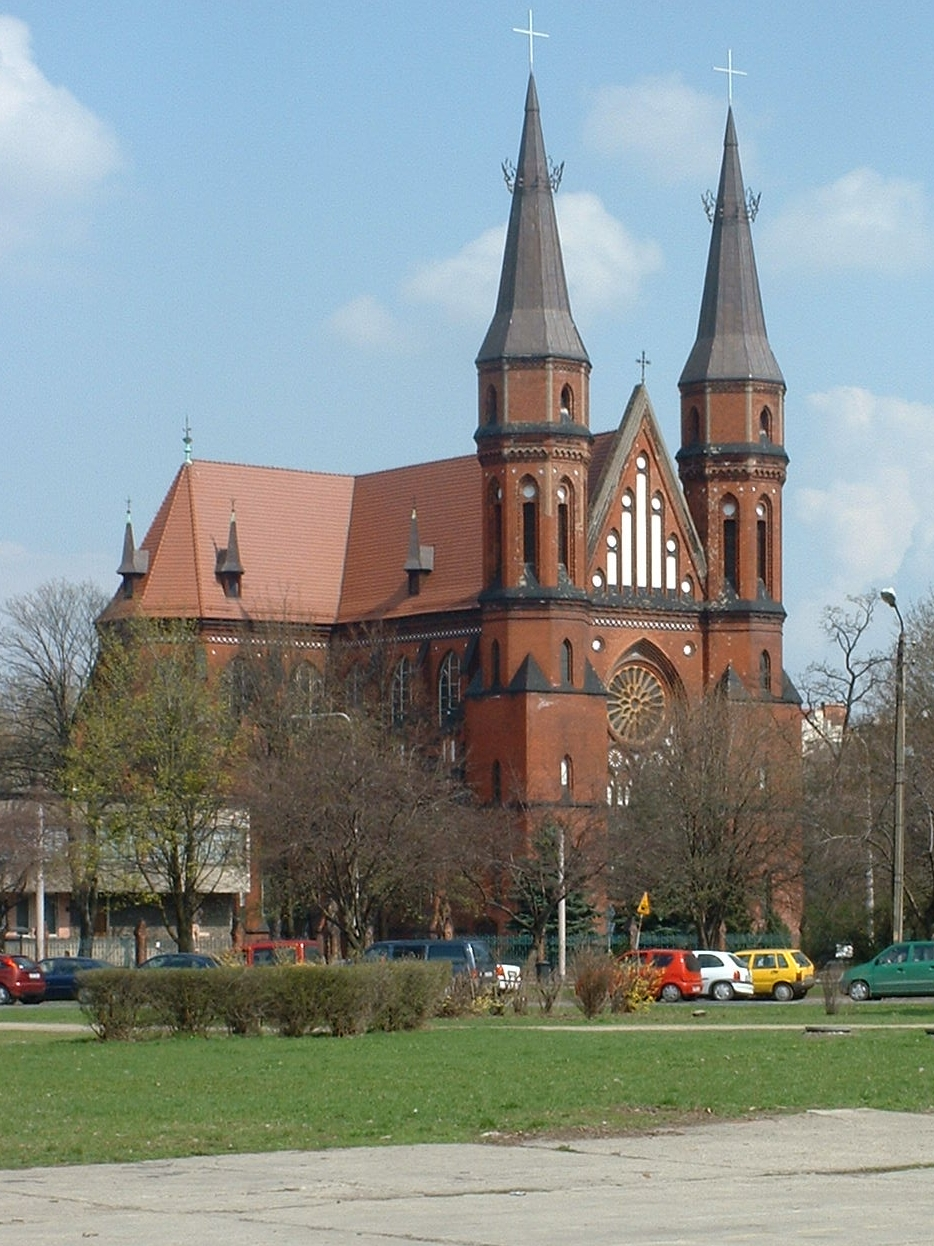
kościół św. Henryka przy ul. Glinianej

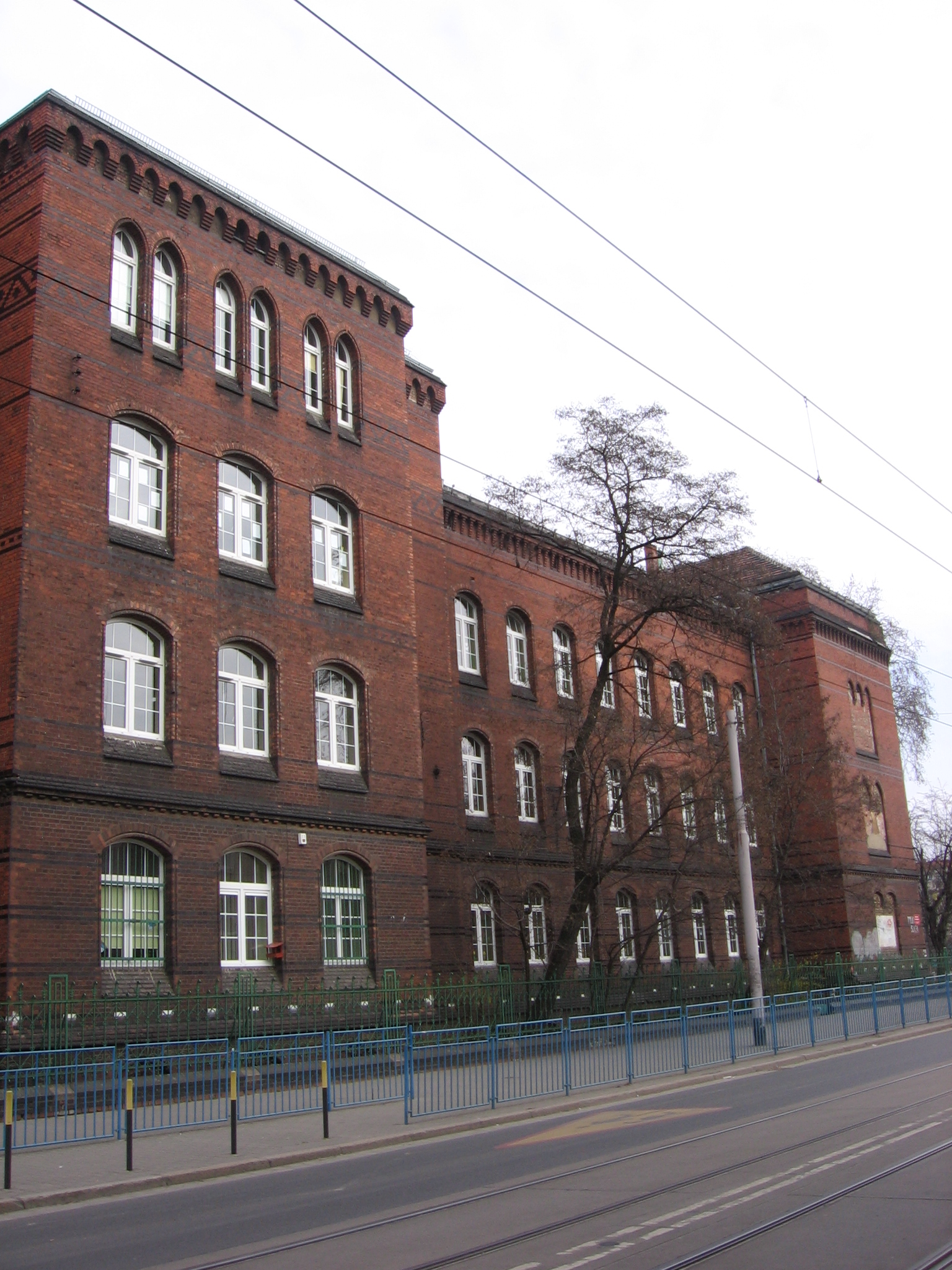
szkoła podstawowa przy ul. Glinianej

Przed włączeniem w granice miasta w 1868 w tym miejscu znajdowała się wieś Lehmgruben (niem. Lehm oznacza "glina", a Grube - "kopalnia"), wzmiankowana już 1346 pod nazwami niemiecką Leimgruben oraz łacińskimi argillae-fodinae, również nova villa prope Argille fodinas jako miejska własność. W późniejszych dokumentach miejscowość opisywana jest jako Dorf bei den Lehmgruben ("wieś przy gliniankach"), Dorf beim Gericht ("przy sądzie") lub Dorf beim Galgen ("przy szubienicy"). Na zachód od wsi znajdowała się Neudorf (wzmiankowana też jako Nova Villa – Nowa Wieś, albo też jako Nowa Wieś Komandorska, dziś osiedle Południe); niektórzy uważają, że wzmianki o Nova villa aż do 1387 w istocie dotyczą Glinianek. Na północ urządzone były najpierw stawy rybne, wspomniane w 1352 jako fischerey bey den leymgruben, a potem Teich Äcker - "Pola Stawowe", które włączono w granice miasta sześćdziesiąt lat przed wsią Glinianki podczas regulacji miasta (Städteordnung) w 1808. Dzielnica Lehmgruben według planów M. Grügera z 1911 roku sięgała dzisiejszej ulicy Hubskiej na wschodzie (gdzie graniczyła z Huben, wsią wydzieloną z Lehmgruben w 1744) i ulic św. Jerzego, Kamiennej i Wieczystej oraz Parku Skowroniego aż poza ulicę Armii Krajowej na południu i ulicy Ślężnej na zachodzie. Sąsiadujące z Gliniankami Huby i Nowa Wieś Komandorska włączone zostały w granice Wrocławia 1 stycznia 1868 decyzją podjętą w sierpniu 1867; równocześnie z poszerzeniem miasta w kierunku południowym (włączono wówczas w jego granice jeszcze Gabitz i Höfchen - Gajowice i Dworek) poszerzono je także na wschód o Fischerau oraz Alt Scheiting (Szczytniki - rejon dzisiejszego pl. Grunwaldzkiego).
Obecny status osiedla jest nie w pełni określony. Z jednej strony - zgodnie z ustaleniami Rady Miasta Wrocławia - teren byłej wsi i później dzielnicy Lehmgruben wchodzi w skład osiedla Huby, co potwierdza m.in. treść uchwały Rady Miasta Wrocławia z 9 grudnia 2004 nr XXXI/2280/04; w uchwale tej osiedla Glinianki nie ma wcale, natomiast współczesne Huby obejmują swym zasięgiem terytorium całej byłej wsi Lehmgruben, wsi Huben, jak i byłych Pól Stawowych. Jak jednak słusznie zauważyli twórcy portalu zajmującego się sprawami osiedla Huby układ granic wynikający z tego dokumentu znacznie odbiega od historycznych (rzeczywistych) granic osiedli, a często także od zdrowego rozsądku. Z drugiej bowiem strony, uwzględniając uwarunkowania historyczne i mapy, także powojenne, współczesne Glinianki graniczą od południa z Hubami właściwymi wzdłuż ul. Glinianej, od północy i wschodu - zabudowaniami kolejowymi związanymi z dworcem Wrocław Główny, a od zachodu - z osiedlem Południe (wzdłuż ul. Borowskiej, przedłużenia ul. Stawowej - Teich Gasse, późniejszej Teichstraße - prowadzącej niegdyś z miasta do stawów rybnych).
Osiedle Glinianki obejmuje dziś przede wszystkim teren byłych Pól Stawowych. Oprócz ulic Glinianej i Borowskiej, do osiedla zalicza się m.in. ul. Suchą, Dyrekcyjną i fragment ul. Hubskiej. Najważniejszymi obiektami osiedla - oprócz sąsiadującego z nim głównego wrocławskiego dworca kolejowego - jest centralny dworzec autobusowy Wrocławia, Dolnośląska Dyrekcja Okręgowa Kolei Państwowych, Zespół Szkół Kolejowych, dolnośląska dyrekcja Narodowego Funduszu Zdrowia, szpital położniczy oraz kościół św. Henryka. Ten katolicki kościół, neogotycki, dwuwieżowy bazylikowy z transeptem, wzniesiony został w latach 1890–1893 według projektu Josepha Ebersa; powojenną odbudowę zakończyło wzniesienie hełmów wież przez Edmunda Małachowicza w 2003. Drugi kościół, pod wezwaniem Zbawiciela, ewangelicki, również neogotycki, lecz halowy, orientowany z jedną wieżą znajdował się w miejscu dzisiejszego budynku dworca autobusowego, projektu Carla Zimmermanna, powstał w latach 1871–1876, lecz po zniszczeniach II wojny światowej został rozebrany.
Przez osiedle przebiega kilka linii tramwajowych, biegnących ul. Glinianą, Dyrekcyjną i Borowską oraz tras autobusów miejskich wyznaczonych na tych samych ulicach oraz na ul. Hubskiej. Niektóre z autobusów miejskich mają przy ul. Suchej swój przystanek końcowy pomiędzy dworcem kolejowym i autobusowym.
Do osiedla Glinianki należy także rosnący w narożniku Pól Stawowych, przy obecnym skrzyżowaniu ul. Suchej i Borowskiej, pomnik przyrody (ustanowiony uchwłą Rady Miejskiej nr X/199/03 z 12 czerwca 2003) – dąb szypułkowy (quercus robur). Ma on (w 2005) ok. 180 lat; był zatem już dojrzałym drzewem w czasie, kiedy Lehmgruben włączano do miasta. Obwód pnia drzewa wynosi 461 cm, wysokość - 23 m, a rozpiętość konarów - 30 m. Drzewo to jest w bardzo dobrym stanie, m.in. w czasie niezwykle silnej wichury, która nawiedziła Wrocław (a szczególnie jego południowe obszary, w której powaliła znaczną liczbę drzew) 30 maja 2005 w jego bezpośrednim sąsiedztwie z korzeniami wyrwanych zostało kilka drzew, natomiast pomnikowy dąb stracił tylko kilka słabszych gałęzi. Pomimo to jest zagrożony planowanym poszerzeniem jezdni ul. Borowskiej, które może zagrozić jego sporemu systemowi korzeniowemu. Drzewu temu Rada Miasta Wrocławia nadała mocą swej uchwały nr LVI/3323/06 z 5.10.2006 roku nazwę "Przewodnik".